# Kurt Schlosser
Kurt Paul Schlosser (* 18. Oktober 1900 in Dresden; † 16. August 1944 ebenda) war ein deutscher Kommunist und Widerstandskämpfer gegen den Nationalsozialismus.

## Leben

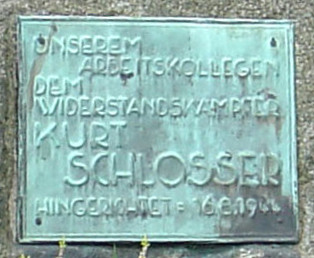
Gedenktafel vor den Deutschen Werkstätten Hellerau

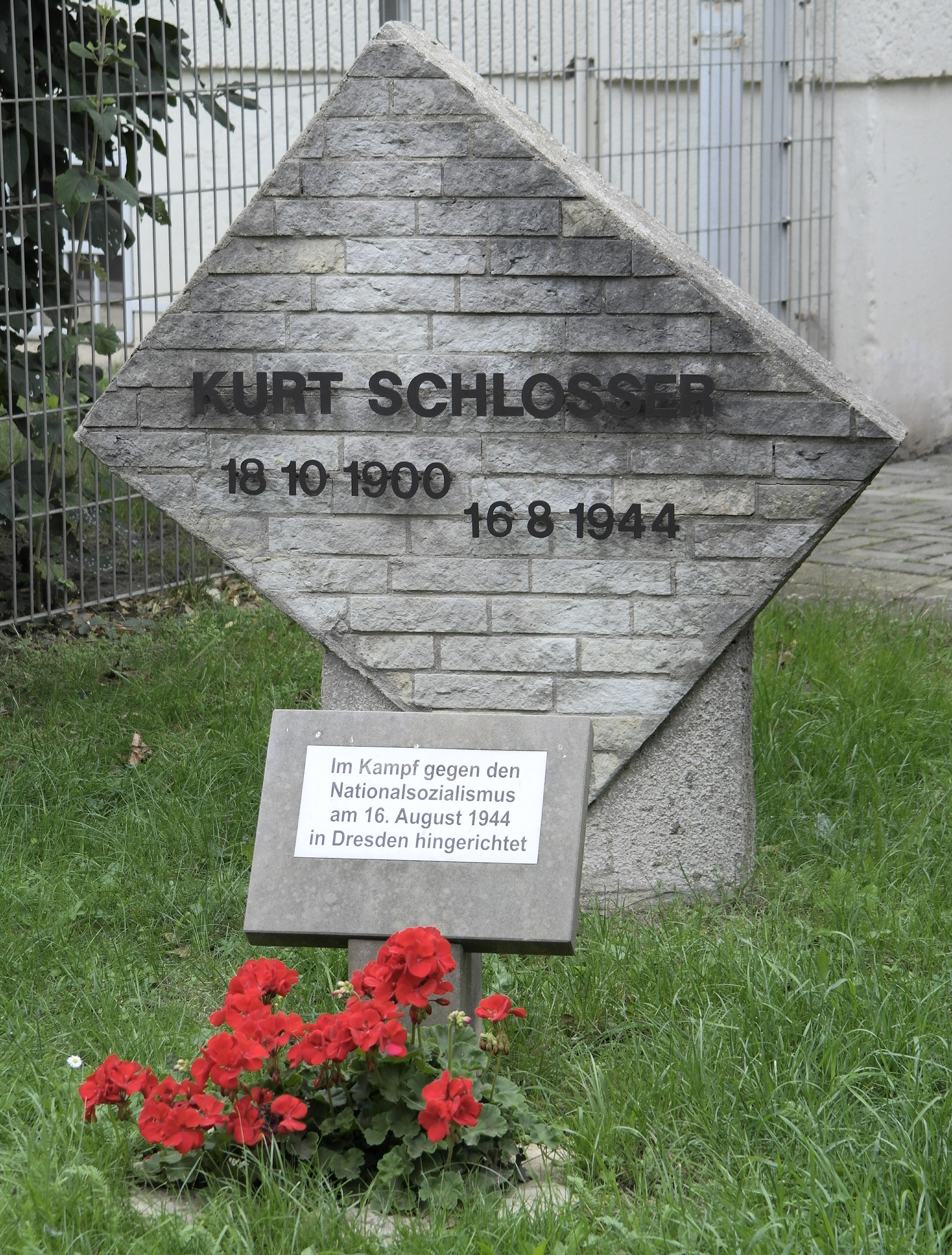
Gedenkstein in der Dresdner Pöppelmannstraße

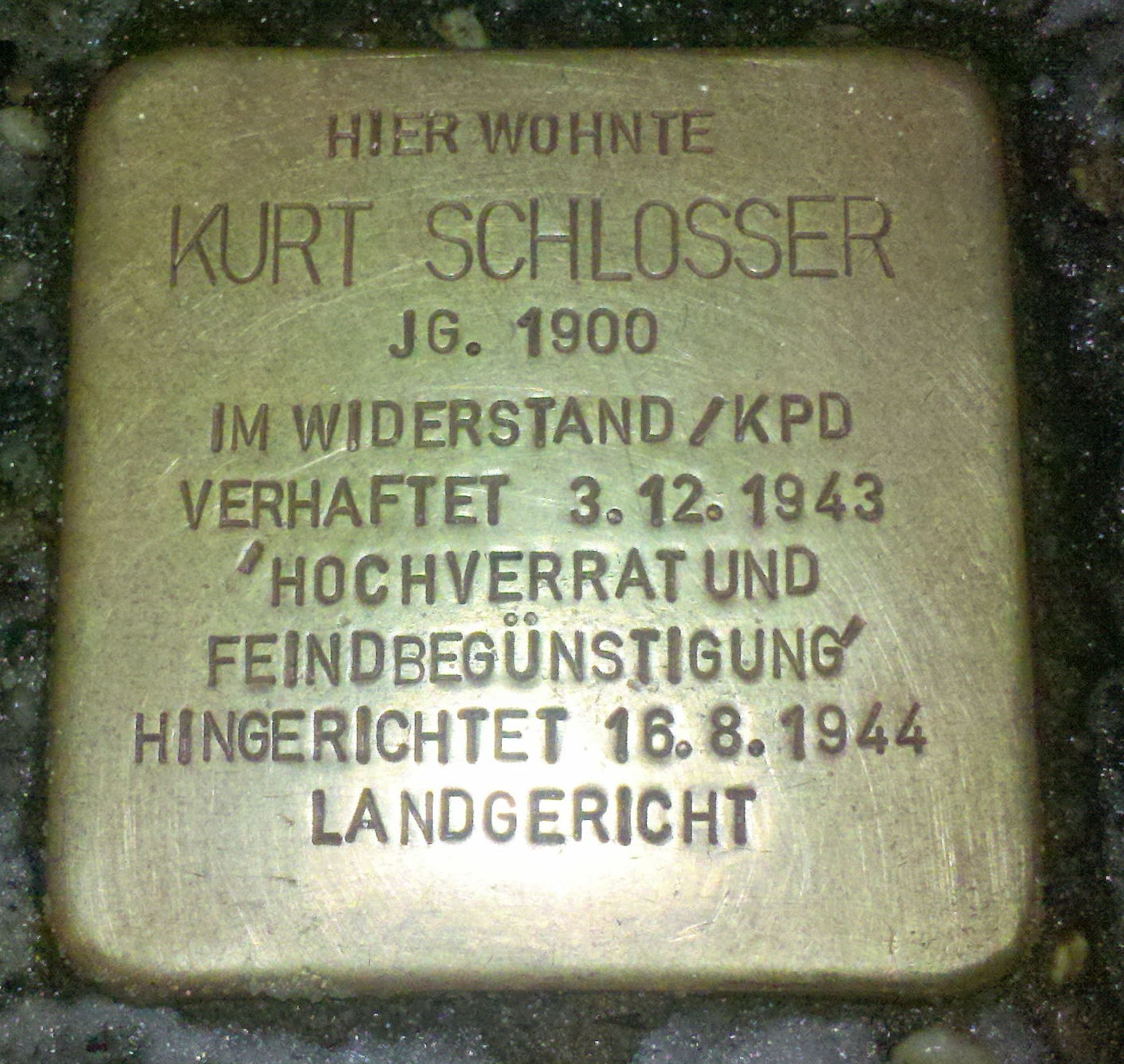
Stolperstein für Kurt Schlosser an der Leipziger Straße 72

Kurt Schlosser wurde 1900 als Sohn des Schumachers Josef Schlosser (1860–1944) und seiner Ehefrau Helene Clara, geb. Poley (1863–1946) in Dresden geboren.
Während seiner Ausbildung zum Möbeltischler verlor er durch einen Betriebsunfall seinen rechten Unterarm, trotzdem bildete er mit jungen Arbeitersportlern eine Klettergruppe und war Mitglied des Holzarbeiterverbandes und des Touristenvereins „Die Naturfreunde“.
Zwischen 1919 und 1923 war er als Polierer, Beizer und Anschläger (Beschläge-Montierer) in den Deutschen Werkstätten Hellerau tätig und dort auch Mitglied des Betriebsrates. 1923 trat er der KPD bei, er gehörte der Revolutionären Gewerkschafts-Opposition (RGO) in den Deutschen Werkstätten an. 1930 wurde er als kommunistischer Betriebsrat gemaßregelt und aus dem Holzarbeiterverband ausgeschlossen. Vor dem Arbeitsgericht erkämpfte er seine Weiterarbeit im Betrieb.
Da er 1931 Mitglied der Streikleitung war, verfügten die DWH seine Aussperrung, was zur Arbeitslosigkeit führte. Er richtete eine eigene Tischlerwerkstatt in der Leipziger Straße in Dresden ein.
Nebenbei war er Leiter der Gesangsabteilung der Vereinigten Kletterabteilung, dem späteren Sächsischen Bergsteigerchor „Kurt Schlosser“. Weiterhin wirkte er im bürgerlichen Gesangsverein „Melomanie“ und in der Sektion „Meißner Hochland“ des Deutschen Alpenvereins mit. Er war auch war Mitglied der Kampfgemeinschaft für Rote Sporteinheit.
Ab 1933 war er zusammen mit anderen Bergsteigern mit illegaler Grenzarbeit beschäftigt. Seine Tischlerwerkstatt wurde Treffpunkt von Widerstandskämpfern gegen das Naziregime. Es entstand eine enge Verbindung zwischen deutschen und tschechoslowakischen Arbeitersportlern.
Ab 1942 war er Mitglied der nach zahlreichen Verhaftungen neu gebildeten Leitung der illegalen Dresdner KPD-Organisation und knüpfte neue Verbindungen zu illegal tätigen Vertrauensleuten in Dresden und Umgebung an.
Am 3. Dezember 1943 kam es zur Verhaftung von Kurt Schlosser und weiteren aktiven Antifaschisten. Am 30. Juni 1944 wurde er vor dem 2. Senat des Volksgerichtshofes zusammen mit Herbert Blochwitz, Otto Galle und Arthur Weineck wegen „Hochverrats und Feindbegünstigung“ zum Tode verurteilt und am 16. August 1944 im Richthof des Dresdner Landgerichtes Münchner Platz enthauptet.
Am 10. September 1949 gab Vereinsmitglied Erich Glaser (I. Bass) während einer Veranstaltung im Deutschen Hygiene-Museum Dresden bekannt, dass das Gesangskollektiv fortan den verpflichtenden Ehrennamen Sächsischer Bergsteigerchor Kurt Schlosser tragen wird.
Sein Sohn Heinz Schlosser (1922–2001) war Sportfunktionär in der DDR.
1963 brachte die DDR ihm zum Gedenken eine Briefmarke heraus. Seit 2015 erinnert ein Stolperstein an der Leipziger Straße 72 in Dresden an ihn.
Zu DDR-Zeiten wurden Schulen nach Kurt Schlosser benannt, so u. a. 1977 eine Polytechnische Oberschule in Wilsdruff.